# 剎那緣起
剎那緣起，佛教術語，是對於緣起的一種解說，由說一切有部提出，是說一切有部的四種緣起理論之一。此學說由設摩達多尊者提出，主張在一剎那間就可具足十二緣起支。

## 概論
《大毘婆沙論》中，舉出四種緣起學說，分別為剎那緣起、連縛緣起、分位緣起與遠續緣起，將剎那緣起與連縛緣起皆歸類於《品類論》的體系下，《俱舍論》記載了一則說法，稱這二個學說皆認為緣起通於一切有為法。《大毘婆沙論》以分位緣起作為主要解釋，但認為三世二重因果與其他三種緣起理論可以共存，沒有特別進行正誤之諍的必要，這個態度後來被《俱舍論》繼承。

## 學說內容
《大毘婆沙論》記載，剎那緣起由設摩達多尊者提出，主張一刹那間就可具足十二緣起支，並稱之為一心剎那緣起：
|  | 尊者設摩達多說曰：一剎那頃，有十二支。如起貪心，害眾生命。 - 此相應癡，是無明。此相應思，是行。此相應心，是識。 - 起有表業，必有俱時名色、諸根，共相伴助，即是名色及與六處。 - 此相應觸，是觸。此相應受，是受。 - 貪，即是愛。即此相應諸纏，是取。所起身語二業，是有。 - 如是諸法起，即是生。熟變，是老；滅壞，是死。 瞋癡心殺，有十一支，無愛支故。 |

世親《俱舍論》和眾賢《順正理論》也記述了剎那緣起的具體內容，其中識、名色、六處緣起支的釋義融入了《識身論》的定義：
|  | - 於諸境事，了別名識。識俱三蘊，總稱名色。住名色根，說為六處。 |

形成了明確契合五蘊定義的新學說釋義。

## 學說比較
剎那緣起與連縛緣起，都被《大毗婆沙論》歸於《品類論》的思想之下，《俱舍論》記載了一則說法，稱是因為這二個學說皆主張緣起遍於一切有為法。《俱舍論記》記載剎那緣起有只通有情，及遍於有情、無情兩種說法；剎那緣起與連縛緣起主要的差別在於，剎那緣起認為十二緣起支可在一剎那間就同時具足，其他三緣起說都認為十二緣起支之間是先後關係，連縛緣起是前後剎那無間相隣。
與《識身論》主張相較，《大毘婆沙論》認為，剎那緣起為一心，而《識身論》為多心論；各緣起支間的關係，剎那緣起主張剎那間同時生起，而《識身論》主張其關係為前後相續。印順法師認為《識身論》的主張即是遠續緣起。
在緣起支的釋義上，剎那緣起多採用相應或俱有釋義，比如取為「相應諸纏」，與愛心相應而剎那同時，而在相續緣起和分位緣起中「取」為「此愛增廣」，心剎那起滅，作為愛心增廣的取心就不在此剎那了；再如在剎那緣起中，名色和六處二者都與此心同時，而分位緣起中「名色增長是六處」，這個胚胎成長過程耗時數週；另外，在體現經量部的「業果感赴」宗義，並從大乘佛教早期就受到高度重視的《稻芉經》中，結合外法緣起學說，而作出了「六根開張為六處」釋義。
大乘佛教《華嚴經》記載：三界所有唯是一心，十二有支皆依一心，此學說被稱為一心緣起。唐朝華嚴宗清涼澄觀，稱迄至賢首法藏的古來諸德，對《華嚴經》所說「十二有支皆依一心」的解釋，都不得其旨，認為《華嚴經》於此提出了一心緣起，與《俱舍論》中舉出的剎那緣起相同，並認為兩譯《華嚴經》和三譯《十地經》中的「名色增長」翻譯不妥，應改譯為「名色開顯」
，以契合普光《俱舍論記》，依據《成唯識論》的二世一重因果說中：識、名色、六處等五支，實為同時，假說前後，而解讀的「住名色根」。類似於此，印順法師認為《華嚴經》的一心緣起學說源自剎那緣起，但其意義已經有所演變。
|      | 剎那緣起             | 相續緣起             | 一心緣起             | 時分緣起                                 | 時分緣起                                 | 時分緣起                                 |
| ---- | -------------------- | -------------------- | -------------------- | ---------------------------------------- | ---------------------------------------- | ---------------------------------------- |
|      | 如起貪心，害眾生命。 | 由無智故，便生等貪。 | 隨事貪欲，與心共生。 | 以現在因，推未來果；以現在果，推過去因。 | 以現在因，推未來果；以現在果，推過去因。 | 以現在因，推未來果；以現在果，推過去因。 |
| 無明 | 相應癡               | 此中無智             | 於行迷惑             | 過去世一切煩惱                           | 過去因                                   | 能引支                                   |
| 行   | 相應思               | 等貪                 | 事                   | 從無明生業                               | 過去因                                   | 能引支                                   |
| 識   | 相應心               | 了別事相             | 心                   | 從行生垢心、初身因                       | 現在果                                   | 能引支                                   |
| 名色 | 俱時名色             | 識俱四蘊             | 與無明及心共生       | 識共生無色四蘊及所住色                   | 現在果                                   | 所引支                                   |
| 六處 | 俱時諸根             | 名色依根             | 名色增長             | 名色中生眼等六根                         | 現在果                                   | 所引支                                   |
| 觸   | 相應觸               | 六處和合             | 六處三分合           | 根、境、識合                             | 現在果                                   | 所引支                                   |
| 受   | 相應受               | 此中領納             | 觸共生               | 從觸生受                                 | 現在果                                   | 所引支                                   |
| 愛   | 貪                   | 受生欣喜             | 受無厭足             | 受中心著                                 | 現在因                                   | 能生支                                   |
| 取   | 相應諸纏             | 此愛增廣             | 愛攝不捨             | 渴愛生求                                 | 現在因                                   | 能生支                                   |
| 有   | 所起身語二業         | 能生後有業           | 彼諸有支生           | 從取生後世業因                           | 現在因                                   | 能生支                                   |
| 生   | 如是諸法起           | 諸蘊現起             | 有所起               | 從有還受後世五蘊                         | 未來果                                   | 所生支                                   |
| 老死 | 諸法熟變、滅壞       | 諸蘊成熟、棄捨       | 生熟、老壞           | 從生五蘊熟壞                             | 未來果                                   | 所生支                                   |

## 學說諍論
眾賢在《順正理論》中，記載了經量部對於剎那緣起的批評。經量部認為，在同一剎那中，十二緣起支俱起，違反了因果律。同時，經量部舉出契經，認為釋迦牟尼的教義，是以分位緣起為了義正說。 面對這些批評，眾賢舉出契經依據，認為釋迦牟尼曾經說過各種緣起學說，剎那緣起同樣是來自釋迦牟尼說法，分位緣起與剎那緣起並沒有衝突。
後世所提出的各式緣起和因果學說，由於受到不同的契經所啟迪，有著不同的緣起支定義和概念釋義，而各自自圓其說，有關諍論既無客觀評判也不會有最終結論。

## 現代研究
泰國佛教長老佛使比丘，反對《清淨道論》主張的三世兩重因果說，認為這種學說否定了現世因果故而是嚴重誤導，主張緣起不貫通三世。佛使比丘根據自身禪修體驗，另外提出類似於剎那緣起的見解。
印順法師認為，佛陀的緣起觀，是和合相續的因果觀，有必然的前後階段。他贊同分位緣起以階段性來解說緣起，以清楚解說各階段間的依存性，並批評剎那緣起的說法並無意義。
水野弘元認為，剎那緣起與連縛緣起主要是用來說明順現業。